# Malbergen
Malbergen ist eine ehemalige Bauerschaft, die etwa 9 km südlich von Osnabrück liegt. Bis zum Jahre 1937 war Malbergen eine eigenständige Gemeinde, danach ein Ortsteil der Gemeinde und späteren Stadt Georgsmarienhütte.
Landschaftlich schön gelegen in Sichtweite zum Dörenberg bildet die so genannte Unterbauerschaft (Unnebuur) bis heute den Kern der Besiedlungsfläche, darum herum liegen die Höfe und Felder der Malberger Bauern.
Es gab eine Bahnstation Malbergen an der Eisenbahnstrecke Osnabrück – Bielefeld. Der so genannte „Malberger Bahnhof“ wurde 1959 geschlossen und das Gebäude einige Jahre später abgerissen. Ab 1980 hielt kein Zug mehr in Malbergen. Der Streckenabschnitt von Osnabrück bis Dissen-Bad Rothenfelde der eingleisigen Bahnstrecke Osnabrück–Brackwede wurde 1984 für viele Jahre stillgelegt. Seit der Wiederinbetriebnahme durch die Nordwestbahn 2005 fährt auch der nun verkehrende „Haller Willem“ an Malbergen vorbei. Reisende müssen die Haltestellen Oesede oder Sutthausen benutzen, wenn sie mit der Bahn nach Malbergen kommen.

## Geschichte
Über Gerichtsstätten in Germanien finden sich die ersten Aufzeichnungen bei Tacitus. Dort wird eine Thingstätte (auch Malstätte) erwähnt. Sueton erwähnt Menschenopfer an dieser Stätte. Dies hat jedoch nichts mit dem hier beschriebenen Ort zu tun. Nördlich von Osnabrück gibt es einen weiteren Ortsnamen, der auf eine solche Gerichtsstätte zurückgeht: Malgarten.
1147 wurde die Bauerschaft Malbergen (Maleberge) im Zuge der damaligen Neuregelung der Zugehörigkeiten der Bauerschaften zu den Osnabrücker Kirchen erstmals urkundlich erwähnt. 1150 erschien ein Elveric de Malbergen namentlich in Urkunden des frühen Mittelalters als Inhaber des Hofes Meyer zu Malbergen (Eickenscheidt).
Nach dem Höfe-Verzeichnis des Schatzregisters von 1565 gab es damals in Malbergen außer dem Meierhofe (Eickenscheidt) den Vollerben Nadendorp (Narup), und in Stoveren (Ortsteil auf dem Südwestufer der Düte) die Vollerben Schulte to Bünde (Bühne), Staffermann (Stavermann) und Potthoff. Halberben waren nur in Malbergen und zwar Sudendorp (Suendorf), Haszberch (Haszberg), Hune, De Niggemeyer, Stuv (Stüve), Stumpe, Heneke, Hoygel (Henkel), Uidemann, Plate und Meddendorp (Mindrup).
Um 1650 hatte Malbergen etwa 180 Einwohner. 1741 wurde in Malbergen ein Kohlelager entdeckt und ein Probeschacht angelegt.
Um 1860 herum wurde auf dem Gebiet der Bauerschaft Malbergen in der Folge des neu gegründeten Hüttenwerkes des Georgs-Marien-Bergwerks- und Hüttenvereins eine Arbeitersiedlung errichtet, was zu einem sprunghaften Anstieg der Bevölkerungszahl führte und der Beginn der Industriegeschichte in Malbergen war. 1885 hatte Malbergen 559 Einwohner, die Georgsmarienhütten-Siedlung 1785. Aus dieser Siedlung entstand die Gemeinde Georgsmarienhütte, die sich am Anfang des 20. Jahrhunderts bis zur heutigen Hindenburgstraße ausdehnte und sich schließlich durch die „Vereinigung“ 1937 und Eingemeindung 1938 ganz Malbergen, den Ort, an dem alles begann, einverleibte.
Durch den Zusammenschluss mit den weiteren umliegenden Gemeinden entstand im Jahre 1970 Groß-Georgsmarienhütte, die so genannte Industriestadt im Grünen. Der Ortsteil Malbergen hat sich trotz der Ausweisung neuer Bebauungsflächen bis heute seinen dörflichen und landwirtschaftlich geprägten Charakter erhalten. Im Juni 2005 wohnten 719 Menschen in Malbergen.